# LeBron James
LeBron Raymone James (n. 30 decembrie 1984, Akron, Ohio, SUA) este un sportiv profesionist american care evoluează pentru echipa Los Angeles Lakers. Este considerat de mulți analiști sportivi, foști și actuali jucători și antrenori ca fiind unul dintre cei mai mari baschetbaliști din toate timpurile. Este jucătorul cu cele mai multe puncte marcate în carieră în NBA, urcând pe prima poziție în clasamentul tuturor timpurilor în februarie 2023 când l-a depășit pe Kareem Abdul-Jabbar. James a câștigat patru titluri de campion NBA (2012, 2013, 2016, 2020), patru titluri de MVP (2009, 2010, 2012, 2013), patru titluri de MVP al finalei NBA (2012, 2013, 2016, 2020), trei medalii de aur la Jocurile Olimpice (2008, 2012, 2024), un titlu de "Cel mai bun marcator" (2008) și NBA Rookie of the Year (2004). De 16 ori All-Star, acesta a fost selectat și de cinci ori în echipele defensive ale anului (All-Defensive Team) și este cel mai bun marcator din istoria echipei Cleveland Cavaliers, respectiv din postsezonul NBA.

## Biografie
James s-a născut pe 30 decembrie 1984 în Akron (Ohio). Mama sa, Gloria, avea doar 16 ani. De-a lungul copilăriei, familia lui a avut dificultăți, fiind adeseori nevoită să se mute dintr-un apartament în altul. Din cauza acestor neplăceri, Gloria i-a permis lui James să locuiască împreună cu familia unui antrenor local de fotbal american, care avea să-l introducă în lumea baschetului la vârsta de nouă ani. James și-a început cariera la Northeast Ohio Shooting Stars, iar mai apoi a ales liceul St. Vincent-St. Mary.
Ca debutant, a avut o medie de 21 de puncte și 6 recuperări pe meci pentru echipa liceului St. Vincent-St. Mary, terminând sezonul cu un record de 27-0 și câștigând divizia națională la această categorie de vârstă. În cel de-al doilea an, James a avut 25.2 puncte, 7.2 pase decisive, 5.8 recuperări și 3.8 intercepții pe meci. The Fighting Irish au terminat din nou excelent sezonul, cu 26-1, și au redevenit campionii statului Ohio. Din cauza numărului foarte mare de fani si scouteri de la colegii sau din NBA care doreau să-l vadă pe LeBron, echipa a evoluat în cateva meciuri de acasă pe stadionul Universității din Ohio, pentru a satisface cererea de bilete.
În al treilea an, James a ajuns deja o vedetă în lumea sportului american, apărând în faimoasele reviste Sports Illustrated și SLAM Magazine, fiind considerat cel mai bun jucător de baschet din America care evolua la nivel liceal. În acest sezon, LeBron James și-a îmbunătățit statisticile, cu o medie de 29 de puncte, 8.3 recuperări, 5.7 pase decisive și 3.3 intercepții pe meci. Echipa sa a avut din nou un an bun, dar de data aceasta a pierdut în finala campionatului. În ultimul său an de liceu, James și echipa sa au călătorit de-a lungul țării pentru a juca cu echipe de top la nivel național, incluzând un meci televizat de ESPN împotriva Oak Hill Academy. În acest sezon, James a avut niște cifre istorice pentru un jucător din liceu : 31.6 puncte, 9.6 recuperări, 4.6 pase decisive și 3.4 intercepții pe meci. La finalul sezonului,  LeBron a făcut oficial anunțul cum că va aplica pentru Draft-ul NBA din 2003, fără a mai continua la un colegiu. Conform jurnalistului Ryan Jones, James a părăsit liceul drept "cel mai popularizat jucător din istorie.
LeBron s-a căsătorit cu Savannah James în anul 2013 și în prezent au 3 copii.

## Cariera de jucător profesionist

### Cleveland Cavaliers (2003-2009)

#### Sezonul de debut (2003-2004)
James a fost selectat de echipa din statul natal, Cleveland Cavaliers cu prima selecție în Draft-ul NBA din 2003.
Chiar în primul său meci din sezonul regulat a avut o performanță remarcabilă, înregistrând 25 de puncte, 9 pase decisive, 6 recuperări și 4 intercepții. La finalul sezonului, a fost numit "Debutantul Anului" (NBA Rookie of the Year), cu o medie de 20.9 puncte, 5.5 recuperări si 5.9 pase decisive pe meci, devenind astfel primul jucător din istoria Cavaliers ce câștigă acest premiu și doar al treilea debutant din istorie cu 20 de puncte, 5 recuperări și 5 assist-uri pe meci. Echipa a terminat anul cu un record negativ, 35-47 și a ratat Playoff-ul.

#### Ascensiunea spre celebritate (2004-2008)
În sezonul 2004-05, James a fost selectat pentru prima dată într-un meci All-Star, contribuind cu 13 puncte, 8 recuperări și 6 pase decisive intr-o victorie a Conferinței de Est. Pe 20 martie, a spart recordul "Cavalerilor" de puncte marcate într-un meci, înscriind 56 împotriva echipei Toronto Raptors. LeBron a terminat sezonul cu o medie de 27.2 puncte pe meci, 7.4 recuperări, 7.2 pase decisive, 2.2 intercepții pe meci și a fost selectat în a doua echipă a sezonului (All-NBA Second Team). Cu toate acestea, Cavs au ratat din nou Playoff-ul.
În All-Star Game-ul din 2006, James a marcat 29 de puncte într-o victorie a Conferinței de Est și a fost votat omul meciului (All-Star Game MVP). A terminat anul cu 31.4 puncte, 7 recuperări, 6.6 assist-uri pe meci și a calificat pe Cleveland pentru prima data in Playoff din 1998. La debutul sau în postsezon, a înregistrat un triple-double împotriva celor de la Washington Wizards, iar in meciul 3 a marcat coșul câștigător. În meciul 5 a mai reușit o aruncare câștigătoare, iar Cavs au avansat în runda următoare, unde aveau însă să fie învinși de Detroit Pistons.
În sezonul 2006-07, statisticile lui James au scăzut la 27.3 puncte, 6.7 recuperări si 6 pase decisive pe meci. Cu toate acestea, Cavaliers au terminat in forță sezonul, înregistrând al doilea an consecutiv cu peste 50 de victorii și locul al doilea în Conferința de Est.
În meciul 5 al finalei Conferinței de Est, împotriva celor de la Detroit, James a înscris 48 de puncte, împreuna cu 9 recuperări si 7 pase decisive, marcând 29 din ultimele 30 de puncte ale echipei sale. Comentatorul acelui meci, Marv Albert a numit acest moment ca fiind "probabil una dintre cele mai mari performanțe din istoria Playoff-ului NBA". Cleveland va câștiga și meciul 6 și implicit, primul titlu de campioni ai Conferinței de Est. Evoluand în prima finală din istoria francizei, Cavs nu au avut prea multe șanse, fiind învinși de San Antonio Spurs cu scorul de 4-0 la general. LeBron a evoluat sub așteptări, având un procentaj al aruncărilor de doar 36%.
Sezonul 2007-08 avea să fie unul foarte bun pentru el. În februarie, a câștigat All-Star Game MVP pentru al doilea an consecutiv, iar în martie a devenit cel mai bun marcator din istoria lui Cleveland. La finalul sezonului regulat, James a câștigat primul său titlu de marcator, cu 30 de puncte pe meci. Cavaliers au fost eliminați în a doua rundă a playoff-ului de Boston Celtics.

#### Primele titluri MVP (2008-10)
La finalul sezonului 2008-09, James a terminat al doilea la votarea pentru jucătorul defensiv al anului (NBA Defensive Player of the Year) și a fost selectat în echipa defensivă a sezonului (All-Defensive First Team). Cleveland a realizat cel mai bun sezon regulat din istoria echipei, 66-16 și a fost la doar o victorie distanță de cel mai bun record al meciurilor de acasă din istoria NBA (39-2). Cu 28.4 puncte, 7.6 recuperări, 7.2 pase decisive, 1.7 intercepții și 1.2 capace pe meci, James a devenit primul jucător  din istoria Cavaliers ce câștigă premiul de Most Valuable Player (MVP).
În playoff, Cavs i-au învins ușor pe Pistons și pe Atlanta Hawks și s-au întâlnit cu Orlando Magic în finala Conferinței de Est. În înfrângerea lui Cleveland din meciul 1, LeBron a înscris 49 de puncte cu un procentaj de 66% la aruncări din teren, iar în  meciul 2 a marcat coșul câștigător. Cu toate acestea, Cavs vor fi înfrânți până la urmă în meciul 6.

### Miami Heat (2010-2014)

#### Sezon controversat (2010-11)
LeBron a devenit liber de contract la sfârșitul sezonului 2009-10 și a fost contactat de mai multe echipe, precum New York Knicks, Los Angeles Clippers și Miami Heat. Pe 8 iulie,
James a anunțat în cadrul unei emisiuni intitulate "The Decision" că va semna cu Miami Heat, alăturându-se superstarurilor Dwyane Wade și Chris Bosh, care semnaseră cu o zi în urmă. Această decizie a stârnit extrem de multe controverse în lumea sportului, James fiind extrem de criticat de fani, analiști sportivi și foști sau actuali antrenori și  jucători, inclusiv de către
Magic Johnson și Michael Jordan. 
Pe tot parcursul acestui sezon, LeBron a îmbrățișat rolul ticălosului care i-a fost atribuit de către mass-media, stilul său de joc devenind mult mai agresiv și mai furios, mai târziu  recunoscând însă că a regretat această abordare.
Pe 2 decembrie, el a întâlnit pe fosta sa echipa, Cleveland, marcând 38 de puncte și fiind huiduit la fiecare atingere a mingii. A terminat sezonul cu 26.7 puncte, 7.5 recuperări, 7 pase decisive, Miami terminând pe locul al doilea în Est. După un playoff relativ ușor, Heat va întâlni pe Dallas Mavericks în Finala NBA, unde vor fi învinși, cu toate că au condus seria cu 2-1. James a fost criticat pentru prestanța sa rușinoasă, cu o medie de doar 3 puncte în sferturile 4 și 17.8 puncte pe meci.
 

#### Două campionate consecutive (2011-2013)
Motivat de înfrângerea cu Dallas, James și-a petrecut timpul dintre sezoane lucrând cu Hakeem Olajuwon pentru a-și dezvolta jocul de post-up. Ajutați de jocul mai orientat în post-up al lui LeBron, Miami a avut cel mai bun start de sezon din istoria francizei, iar la finalul său, James a fost numit MVP pentru a treia oară, cu medii de 27.1 puncte, 7.9 recuperări, 6.2 pase decisive, 1.9 intercepții și procentaj de 53% al aruncărilor din teren. În meciul 4 din a doua rundă a playoff-ului, a avut o performanță remarcabilă, reușind 40 de puncte, 18 recuperări și 9 pase decisive împotriva Indiana Pacers, Miami urmând să câștige seria în meciul 6. În finala de conferință cu Celtics, aproape de eliminare, James a înscris 45 de puncte în victoria echipei sale, urmând ca mai apoi să câștige și seria. New York Times a denumit această performanță "definitorie pentru cariera lui LeBron".
În finală, Heat avea să-i întâlnească pe Oklahoma City Thunder, conduși de superstarurile Kevin Durant și Russell Westbrook. Cu toate acestea, Miami nu a avut probleme și  i-au învins ușor pe Oklahoma cu scorul de 4-1 la general. În meciul 5, James a reușit un triple-double în victoria echipei sale, 26 de puncte, 11 recuperări, 13 assist-uri și reușea astfel să își treacă în palmares atât primul Finals MVP (votat în unanimitate) cât și primul trofeu de campion NBA. În finală, el a contribuit cu 28.6 puncte, 10.2 recuperări și 7.4 pase decisive pe meci.
Sezonul 2012-13 a început excelent pentru LeBron, iar februarie a reprezentat, conform Sports Illustrated, o lună istorică pentru acesta, cu medii de 29.7 puncte și 7.8 assist-uri pe meci, spărgând multiple recorduri de eficiență. Tot în această perioadă, Miami a înregistrat 27 de victorii consecutive, reprezentând a treia cea mai lungă serie de victorii din istoria NBA. Heat a terminat sezonul atât cu cel mai bun record din ligă, cât și din istoria echipei (66-16), iar James a fost numit MVP pentru a patra oară, fiind la doar un vot distanță de a fi primul om care câștigă acest premiu în unanimitate. A terminat anul cu 26.8 puncte, 8 recuperări și 7.3 pase decisive, alături de un procentaj formidabil al aruncărilor  pentru un Small Forward, atât din teren, de 56.5%, cât și de la 3 puncte, de 40.6%. Ajutați de prestația excelentă a lui James, Miami ajung din nou în finală, unde vor întâlni pe San Antonio Spurs. Conduși cu 3-2 la general, LeBron a reușit un triple-double crucial în meciul 6 împreună cu 16 puncte în sfertul 4, Heat impunându-se în prelungiri și forțând un meci 7. James va fi din nou decisiv, înscriind 37 de puncte în victoria lui Miami, câștigând al doilea titlu consecutiv. De asemenea, a fost din nou votat Finals MVP, înregistrând 25.3 puncte, 10.9 recuperări, 7 pase decisive, și 2.3 intercepții pe meci pe parcursul finalei.

#### A patra finală consecutivă (2014)
Pe data de 3 martie, James și-a doborât recordul de puncte marcate într-un meci, înscriind 61 împotriva Charlotte Hornets. Cu aceleași statistici impresionante, de 27.1 puncte, 6.9 recuperări și 6.4 assist-uri pe meci, dar și un procentaj al aruncărilor de 56.7%, LeBron și-a condus echipa către a patra finală consecutivă, Miami devenind doar a patra echipă din istorie ce reușește această performanță. Cu toate acestea, Heat vor pierde în cinci jocuri împotriva celor de la Spurs.

### Revenirea la Cavaliers (2014-2018)
Pe 25 iunie 2014, baschetbalistul și-a încheiat contractul cu Miami, devenind liber de contract. În această perioadă, și-a exprimat interesul de a reveni la Cleveland. Pe 12 iulie, LeBron și-a anunțat oficial revenirea sa la Cavaliers, care în perioada în care a fost plecat, au acumulat cel mai slab record din ligă (97-215). La o luna după revenirea lui James, Cavs l-au achiziționat și pe Kevin Love de la Minnesota Timberwolves, formând un nou trio împreună cu Kyrie Irving.

#### Ușoară scădere de formă (2014-15)
În ianuarie 2015, James s-a accidentat și a lipsit 2 săptămâni, evoluând în doar 69 de partide. Statisticile sale au scăzut față de ceilalți ani, înregistrând 25.3 puncte, 6 recuperări și 7.4 pase decisive pe meci și doar 30% la coșurile de 3 puncte. Această scădere de formă a fost pusă pe seama oboselii și a lipsei de concentrare. În finala Conferinței de Est, LeBron a reușit coșul câștigător pentru a egala seria la 2. Cleveland au avansat în finală, întâlnind pe Golden State Warriors. Fără Irving și Love, accidentați, Cavs au reușit să conducă cu 2-1 la general, dar au pierdut următoarele trei meciuri, Warriors câștigând titlul pentru prima dată după 40 de ani.

#### Primul titlu pentru Cleveland după 52 de ani (2015-16)
Cavs au avut un sezon reușit, terminând cu 57 de victorii și primul loc în Est. În post-sezon, Cleveland a avut o misiune ușoară, pierzând doar 2 meciuri și avansând în finală, unde i-au întâlnit din nou pe Golden State, care veneau după cel mai bun sezon regulat din istoria NBA (73-9). Cavaliers au început dezastruos finala, văzându-se conduși cu 3-1 la general. În următoarele 3 meciuri, James a reușit 3 partide formidabile, incluzând 41 de puncte în meciurile 5 și 6, respectiv un triple-double decisiv în meciul 7 și unul dintre cele mai memorabile momente din istoria baschetului. Cu 1:30 din timp rămas și cu scorul egal, 89-89, James a reușit un capac formidabil pe urmărire pentru a-l bloca pe Andre Iguodala. Acest capac a fost numit "The Block". La faza imediat următoare, Irving a reușit aruncarea de 3 puncte decisivă. Cleveland a  câștigat astfel primul titlu de campioană într-un sport major american în 52 de ani și totodata primul campionat NBA din istoria francizei. De asemenea, Cavs au devenit prima echipă din istorie care se impune în finală după ce a fost condusă cu 3-1 la general. Cu 29.7 puncte, 11.3 recuperări, 8.9 pase decisive, 2.3 capace și 2.6 intercepții pe meci, LeBron James a devenit primul jucător din istoria NBA care conduce în toate cele 5 categorii (puncte, recuperări, pase decisive, intercepții, capace) două echipe dintr-o serie a post-sezonului, de asemenea fiind desemnat Finals MVP în unanimitate.

#### Post-campionat (2017-2018)
Acest sezon a fost numit de LeBron "cel mai ciudat" din cariera sa. După o înfrângere cu New Orleans Pelicans, James i-a criticat pe cei din conducerea lui Cleveland pentru că au construit o echipă "mult prea greoaie". Cavaliers au terminat pe locul 2 în Est, James înregistrând 26.4 puncte și recorduri în carieră la recuperări (8.6) și pase decisive (8.7). În meciul 3 din prima rundă a post-sezonului, LeBron a reușit 41 de puncte, 13 recuperări și 12 assist-uri, Cavs întorcând un deficit de 25 de puncte înregistrat la jumătatea meciului, marcând cea mai mare revenire a unui deficit de la pauză din istoria playoff-ului. În finala Conferinței împotriva Celtics, James a reușit 35 de puncte în meciul 5, devenind cel mai bun marcator din istoria post-sezonului NBA, detronându-l pe Michael Jordan.
În finală, Cavs vor întâlni Warriors pentru al treilea an consecutiv. Conduși de noua achiziție Kevin Durant, Golden State se impune fără probleme, cu 4-1, cu toate că LeBron devine primul jucător din istorie cu o medie de triple-double în finală (33.6 ppm, 12 rpm, 10 apm).

### Los Angeles Lakers
Dupa expirarea contractului cu Cleveland Cavaliers, James a refuzat prelungirea acestuia și a ajuns la echipa Los Angeles Lakers, purtând numărul 23. În primul sezon, 2018-19, James nu a putut conduce pe Lakers spre playoff-ul NBA, fiind primul sezon în care nu a mai ajuns în finala NBA după opt finale consecutive în care jucase. După venirea lui Anthony Davis în 2019, cele două superstaruri au condus pe Lakers spre titlul de campioană în sezonul 2019-2020. James a câștigat astfel al patrulea său inel de campion NBA. 

#### Sezonul (2022-2023)
Pe 18 august 2022, James a semnat din nou cu Los Angeles Lakers pe o afacere pe doi ani, 97,1 milioane USD. Prelungirea contractului l-a făcut pe James cel mai bine plătit sportiv din istoria NBA, la 528,9 milioane de dolari, depășindu-l pe Kevin Durant în câștigurile din toate timpurile.